# Victor De Meulemeester
Victor De Meulemeester (Brugge, 24 oktober 1866 - De Haan, 23 augustus 1927) was een Belgisch senator en brouwer.

## Familie
Victor Alphonse Jean Léon De Meulemeester behoorde tot de Brugse familie De Meulemeester. Hij was de zoon van de brouwer en mouter Leon De Meulemeester (1841-1922) en van Virginie Verstraete, de zus van Jules Verstraete, stichter van de jeneverstokerij Verstraete, later de Koninklijke Nederlandsche Gist- en Spiritusfabriek, in Brugge.
Hij trouwde met Marie Watremez, dochter van de Fransman Théodore Watremez en Hortense Petit. Ze hadden een dochter Rose (°1891), die trouwde met de Brusselse ingenieur Auguste Lambiotte en twee zoons: Jacques (1893-1917), die jong stierf tijdens zijn opleiding tot Belgisch gevechtspiloot, en André De Meulemeester.
Toen in 1883 in Brugge de Cercle Littéraire Excelsior door enkele hoogstudenten werd opgericht, was Victor De Meulemeester niet een van hen, ook al werd dit later soms geschreven. Wel behoorde hij vier jaar later tot het bestuur, toen de kring met een praalwagen deelnam aan de optocht door Brugge, naar aanleiding van de inhuldiging op 11 juli 1887 van het standbeeld van Breydel en De Coninck. Hij bevond zich waarschijnlijk onder de toehoorders of behoorde zelfs tot de organisatoren van de lezingen die de kring vanaf 1889 hield en waarbij bekende personaliteiten optraden: Georges Rodenbach, Stéphane Mallarmé, Emile Vandervelde, Hyppolite Fierens-Gevaert, Camille Lemonnier, Jules Destrée, Paul Spaak, Karel Buls, Paul Verlaine, enz. Men kan veronderstellen dat het bij die gelegenheid was dat De Meulemeester kennis maakte met Vandervelde, kennis die later tot vriendschap uitgroeide, met politieke samenwerking tot gevolg.
Victor De Meulemeester was ook kunstliefhebber. Zo steunde hij in Brussel een jonge Brugse schilder, Achiel Van Sassenbrouck.
In 1910 behoorde hij tot de oprichters van de coöperatieve vennootschap Les Amis de Bruges en werd er bestuurder van.

## Brouwer
Samen met zijn vader en met zijn broer Alphonse De Meulemeester (1876-1927) leidde Victor, wat hem betreft van op enige afstand, de familiale brouwerij en mouterij De Arend, in de Carmersstraat. Deze oude brouwerij, die al sedert minstens 1553 op dezelfde plek actief was, werd eigendom van de familie De Meulemeester in 1818 of kort daarna, doordat bij een openbare verkoop de graanhandelaar Antoine De Meulemeester (Beernem, 1776 - Brugge, 1849) ze verwierf. Hij was getrouwd met Coleta De Sloovere (1768-1839). Hij werd opgevolgd door zijn zoon Jacques De Meulemeester (1804-1881), getrouwd met Johanna Marlier (1803-1878). Die hun jongste zoon en opvolger was de hierboven gemelde Léon De Meulemeester.
De Arend was eigenaar van talrijke cafés en kon zich ontwikkelen tot de belangrijkste brouwerij binnen het arrondissement Brugge.
De twee broers overleden met drie dagen verschil tijdens hetzelfde jaar. Victor overleed in zijn zomerverblijf in De Haan. Zijn stoffelijk overschot werd naar Parijs overgebracht en aldaar gecremeerd. (Het eerste crematorium in België, gebouwd in Ukkel-Calevoet dateert van 1930.)
Enkele maanden later ging de brouwerij een fusie aan met de Gentse brouwerij Belgica en werd hiermee de Grandes Brasseries Réunies Aigle Belgica opgericht. De zus van Victor en Alphonse, Alice De Meulemeester (1865-1943), die aandeelhoudster was in de brouwerij, was getrouwd met Louis Mahieu (1871-1949), vice-gouverneur van de Nationale Maatschappij voor Krediet aan de Nijverheid. Hij nam het initiatief dat leidde tot de oprichting van de vennootschap Aigle Belgica.

## Politiek
Zowel Leon De Meulemeester-Verstraete als zijn zoons Alphonse en Victor waren actieve leden van de liberale partij in Brugge. Ze behoorden tot de bestuurlijke organen van de partij, zonder echter zelf politieke mandaten na te streven. Ze waren vooral actief in verenigingen die tot de liberale familie behoorden, vooral ook van sportverenigingen. Alphonse De Meulemeester was van 1903 tot 1914 voorzitter van de voetbalvereniging Club Brugge, Victor was erevoorzitter van de Brugse Zwemkring en erelid van Club Brugge. In 1888 werd Victor lid van de Koninklijke Gilde van Sint-Sebastiaan, waarvan in 1897 zijn broer Alphonse ook lid werd. In 1891 werd Victor lid van de Vrienden van de Schamele Armen.
Victor De Meulemeester ging politiek nog een stap verder. Hij sloot zich aan bij de 'radicale liberalen', die mee aan de wieg stonden van de Belgische Werkliedenpartij, zoals onder meer Henri de Brouckère, Emile Vandervelde, Henri La Fontaine en Jules Destrée.
Tijdens de Eerste Wereldoorlog verbleef hij met zijn gezin in Londen en werkte er mee aan organisaties die acties ten gunste van de Belgische frontsoldaten voerden. Hij bleef in Londen in contact met onder meer Emile Vandervelde en Jules Destrée. Via Vandervelde won hij snelle informatie in over zijn twee zoons, die in het leger waren.
Bij de eerste naoorlogse verkiezingen op 16 november 1919 werd hij verkozen tot senator voor de Belgische Werkliedenpartij in het arrondissement Brussel. Hij bleef dit mandaat bekleden tot aan zijn dood en verbleef hierdoor regelmatig in Brussel. Hij was geen actieve politicus in het openbaar, maar had de reputatie achter de schermen behendig te kunnen manoeuvreren.
In Brugge had De Meulemeester binnenskamers invloed bij de plaatselijke BWP. Hij kon de socialistische volksvertegenwoordiger Camiel Mostaert (1857-1941) op een zijspoor doen terechtkomen. Om hem te vervangen steunde hij de jonge Achiel Van Acker, die in 1926 gemeenteraadslid van Brugge was geworden en die in de maand dat De Meulemeester overleed, Mostaert als volksvertegenwoordiger opvolgde, het begin van een succesvolle politieke loopbaan. Van Acker bracht zijn laatste levensjaren door in de grote woning Sint-Annarei 23, waar ooit zijn mentor had gewoond.

## Nota
1. ↑  In dit werk is er verwarring tussen Victor De Meulemeester en zijn broer en vennoot Alphonse De Meulemeester. Het was de tweede die voorzitter was van Club Brugge, van 1903 tot 1914. Dezelfde verwarring tussen beide broers is te vinden op de webstek van Club Brugge en heeft zich vandaar uit nogal verspreid op het internet